# Bridesmaids
Bridesmaids is een Amerikaanse speelfilm. In de Verenigde Staten ging de film op 17 mei 2011 in première, in Nederland op 7 juli en in België op 3 augustus. Hij werd geregisseerd door Paul Feig en geproduceerd door Judd Apatow, Barry Mendel en Clayton Townsend. De film volgt het verhaal van Annie (Kristen Wiig), die is uitgekozen om bruidsmeisje te worden op de bruiloft van Lillian (Maya Rudolph).
Bridesmaids is geproduceerd door Apatow Productions en wordt uitgegeven door Universal Pictures. De film is het laatste acteerstuk van Jill Clayburgh, zij overleed op 5 november 2010 aan de gevolgen van leukemie.

## Verhaal
Het verhaal gaat over de beste vriendinnen Lillian (Maya Rudolph) en Annie (Kristen Wiig). Als Annie erachter komt dat Lillian gaat trouwen, vraagt Lillian of Annie op haar bruiloft bruidsmeisje wil zijn. Annie is hier blij om, totdat ze erachter komt wat ze als bruidsmeisje allemaal moet doen. Tijdens de reis naar Las Vegas ontstaat er een toestand die ze nooit zal vergeten.

## Rolverdeling
- Kristen Wiig als Annie
- Maya Rudolph als Lillian
- Rose Byrne als Helen
- Ellie Kemper als Becca
- Melissa McCarthy als Megan
- Wendi McLendon-Covey als Rita
- Jon Hamm als Ted
- Jill Clayburgh als Annies moeder
- Kali Hawk als Kahlua
- Chris O'Dowd als Nathan
- Rebel Wilson als Brynn
- Matt Lucas als Gil
- Andy Buckley als Perry Harris
- Johnny Yong Bosch als Paul
- Nancy Carell als Helens tennispartner
- Melanie Hutsell als Carol
- Michael Hitchcock als Don
- Tim Heidecker als Dougie